# Береговенко Григорій Григорович
Григо́рій Григо́рович Берегове́нко — старший лейтенант Збройних сил України, загинув в ході російсько-української війни.

## Короткий життєпис
Народився 1964 року в селі Мала Петрівка (Братський район, Миколаївська область).
У часі війни — корегувач, 19-й батальйон територіальної оборони. До лав ЗСУ був призваний у вересні 2014 року.
Загинув 13 жовтня 2014-го поблизу Білокам'янки, тоді ж полягли старший лейтенант Гліб Григораш, солдати Дмитро Котєшевський та солдат Володимир Бабич — о 18:30 при поверненні з розвідки підірвалися на фугасі.
Похований у селі Костувате Братського району.

## Нагороди і вшанування
За особисту мужність і героїзм, виявлені у захисті державного суверенітету та територіальної цілісності України, вірність військовій присязі під час російсько-української війни
- нагороджений орденом Богдана Хмельницького III ступеня (22.1.2015, посмертно)
- Його портрет розміщений на меморіалі «Стіна пам'яті полеглих за Україну» в Києві: секція 4, ряд 3, місце 38
- Вшановується 12 жовтня на щоденному церемоніалі вшанування українських захисників, які загинули цього дня в різні роки внаслідок російської збройної агресії[2]